# Commercio delle pellicce

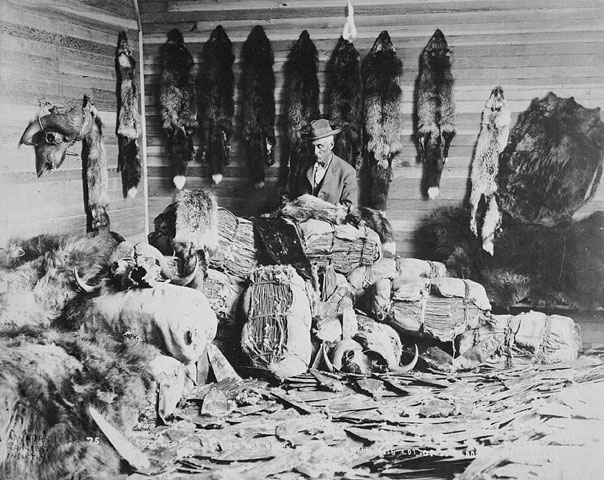
Un mercante di pellicce a Fort Chipewyan, Territori del Nordovest negli anni 1890

Il commercio delle pellicce è un'attività economica diffusa in tutto il mondo, fondata sull'acquisizione e la vendita di pellicce di animali. Fin dalla nascita di un mercato mondiale delle pellicce all'inizio della storia moderna, si sono imposte come particolarmente pregiate le pellicce di mammiferi delle regioni fredde di entrambi gli emisferi, incluse quelle artiche e antartiche. Anche per questo motivo, il commercio delle pellicce ha avuto un influsso determinante sull'esplorazione e la colonizzazione di Siberia, Nord America, Isole Shetland Meridionali e Isole Sandwich Australi.
L'industria moderna delle pellicce si basa in gran parte sull'allevamento intensivo di animali da pelliccia, e solo in alcuni casi sull'uso regolamentato di trappole, è fortemente osteggiata dalle associazioni animaliste e complessivamente meno popolare; si sta diffondendo, al contrario, l'uso di pellicce sintetiche.

## La tratta delle pellicce nella Nuova Francia
La tratta delle pellicce nella Nuova Francia fu un'attività economica fondamentale per lo sviluppo della colonia francese in Nord America tra il XVI e il XVIII secolo. Il commercio delle pellicce divenne il fulcro dell'economia coloniale, influenzando le relazioni tra francesi e popolazioni autoctone, oltre a modellare la geografia politica e sociale della regione.

### Origini e primi scambi
Nel 1534, Jacques Cartier ricevette un'accoglienza calorosa dai Micmacs nella penisola della Gaspé, che gli offrirono pellicce in segno di benvenuto. Già prima del suo arrivo, i pescatori europei frequentavano le acque del fiume San Lorenzo per la pesca del merluzzo e avevano stabilito relazioni commerciali informali con le popolazioni indigene. Con il tempo, il commercio delle pellicce acquisì un'importanza centrale per le comunità indigene, spingendole a spostarsi all'interno del continente per raccogliere pelli destinate al baratto con i francesi. Questo fenomeno alterò profondamente il loro stile di vita.

### Sviluppo del commercio

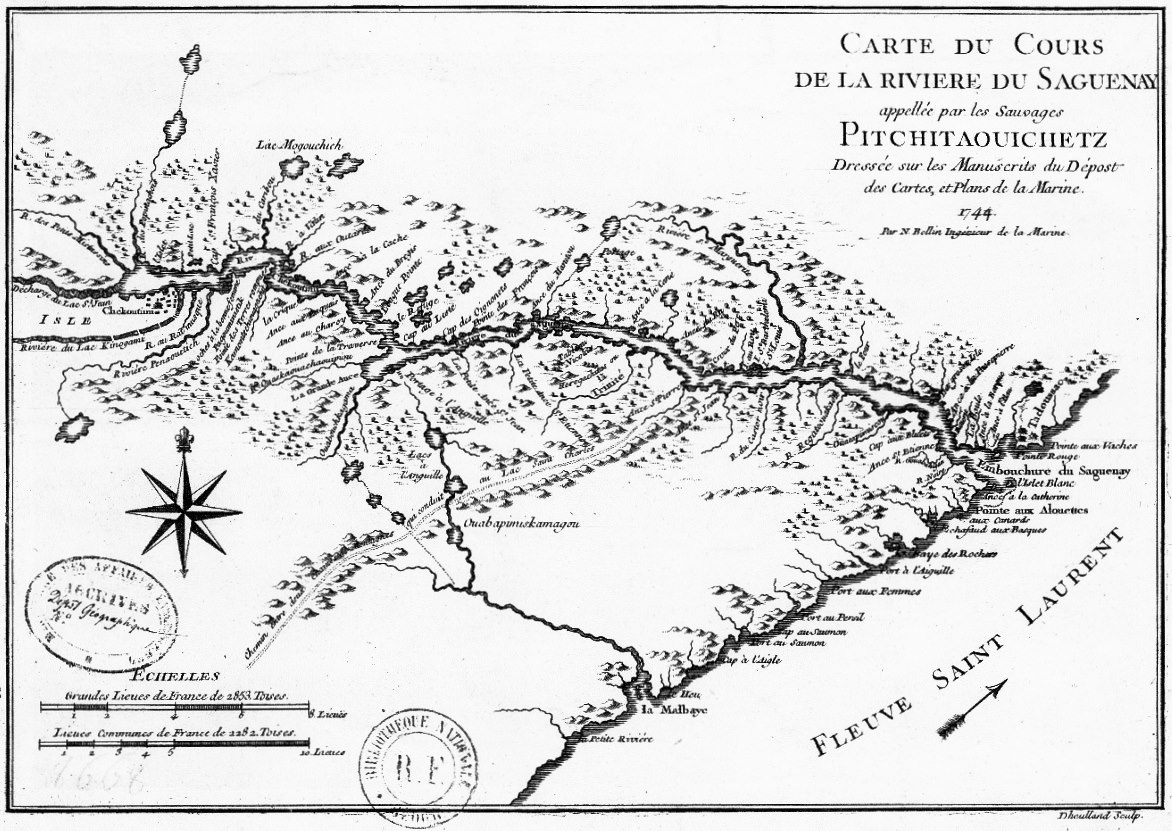
Carte du cours de la Rivière du Saguenay appelée par les Sauvages Pitchitaouichetz di Jacques-Nicolas Bellin conservato presso la Bibliothèque et Archives nationales du Québec.

Alla fine del XVI secolo, la tratta delle pellicce divenne il pilastro dell'economia della Nuova Francia, ostacolando tuttavia i tentativi di colonizzazione. Le compagnie con monopoli commerciali, come la Compagnia dei Cento Associati (fondata nel 1627), privilegiavano i profitti derivanti dal commercio piuttosto che l'insediamento stabile di coloni francesi. I principali centri della tratta includevano il porto di Tadoussac, situato alla confluenza del fiume Saguenay con il San Lorenzo, e gli avamposti di Quebec, Trois-Rivières (fondato nel 1634) e Ville-Marie (futuro Montréal). I francesi utilizzarono missionari e interpreti per convincere le popolazioni indigene a commerciare esclusivamente con loro, contrastando la concorrenza inglese e olandese.

### Conflitti e trasformazioni
L'espansione del commercio delle pellicce generò tensioni tra diverse popolazioni indigene. Gli Irochesi, alleati degli Olandesi e successivamente degli Inglesi, combatterono le guerre franco-irochesi per il controllo delle rotte commerciali. Nel 1649, gli Irochesi distrussero la confederazione Huron, causando la dispersione dei sopravvissuti e modificando radicalmente il sistema commerciale francese. In risposta, i francesi ampliarono la rete di avamposti verso l'interno del continente, stabilendo nuovi centri di scambio come Chicoutimi, Métabetchouan, Ashuapmushuan e Mistassini.

### Declino della tratta
A partire dal XVIII secolo, la Nuova Francia affrontò la crescente competizione con la Compagnia della Baia di Hudson, fondata dagli inglesi con l'aiuto degli esploratori francesi Radisson e Des Groseillers, che avevano disertato per cercare sostegno britannico. Nel 1763, con la fine della Guerra dei sette anni e il Trattato di Parigi, la Francia cedette la Nuova Francia alla Gran Bretagna, segnando la fine dell'era della tratta delle pellicce sotto il controllo francese. Tuttavia, il commercio continuò sotto amministrazione britannica, trasformando l'economia della regione e portando all'ascesa della Compagnia del Nord-Ovest.

### Eredità e patrimonio
Oggi, i resti di questo commercio sono visibili nei siti storici come il posto di tratta di Tadoussac, riconosciuto come patrimonio nazionale canadese, e nei numerosi musei che documentano la vita coloniale e i rapporti tra francesi e indigeni. La tratta delle pellicce ha lasciato un segno duraturo nella cultura canadese, contribuendo alla formazione dell'identità del Quebec e influenzando la toponomastica di numerose località. I rapporti instaurati tra commercianti francesi e popolazioni indigene hanno dato origine a una cultura meticcia che ancora oggi caratterizza alcune comunità del Canada.